# Illighausen
Illighausen ist eine ehemalige Orts- und Munizipalgemeinde und eine Ortschaft der Gemeinde Lengwil im Bezirk Kreuzlingen des Kantons Thurgau in der Schweiz. Das Haufendorf Illighausen liegt auf dem Seerücken südöstlich von Kreuzlingen.
Seit 1998 bildet die ehemalige Munizipalgemeinde Illighausen mit deren Ortsgemeinden Illighausen und Oberhofen bei Kreuzlingen die politische Gemeinde Lengwil, während die früher ebenfalls zur Munizipalgemeinde Illighausen zählende Ortsgemeinde Schönenbaumgarten seit 1998 zu Langrickenbach und der Weiler Ast aus der ehemaligen Ortsgemeinde Oberhofen zu Berg gehört.

## Geschichte

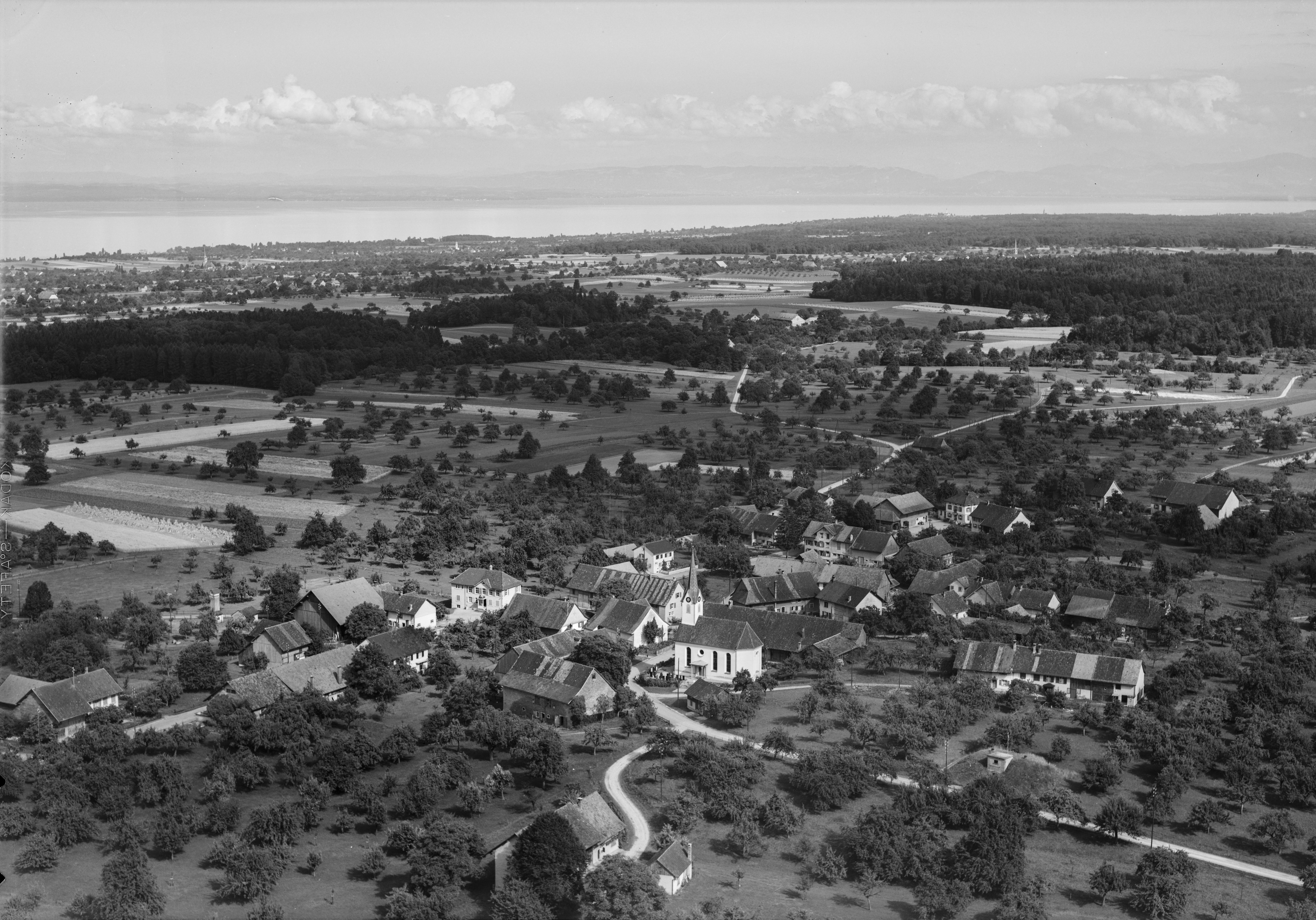
Illighausen im Jahr 1954

Die erste Erwähnung erfolgte 1176 als Illinchusen. Das Dorf Illighausen lag ursprünglich in der Konstanzer Bischofshöri und unterstand vom Mittelalter bis 1798 der Vogtei Eggen.
Bei der Zuteilung  1312/13 zur Pfarrei Münsterlingen stand in Illighausen bereits eine Kirche. Mit der Reformation trat die Gemeinde zum neuen Glauben über und wurde eine eigene Pfarrei. Noch im 16. Jahrhundert schloss sich das Dorf aber kirchlich dem reformierten Altnau als Filiale an. Seit 1942 ist Illighausen mit Oberhofen zu einer reformierten Kirchgemeinde verbunden.

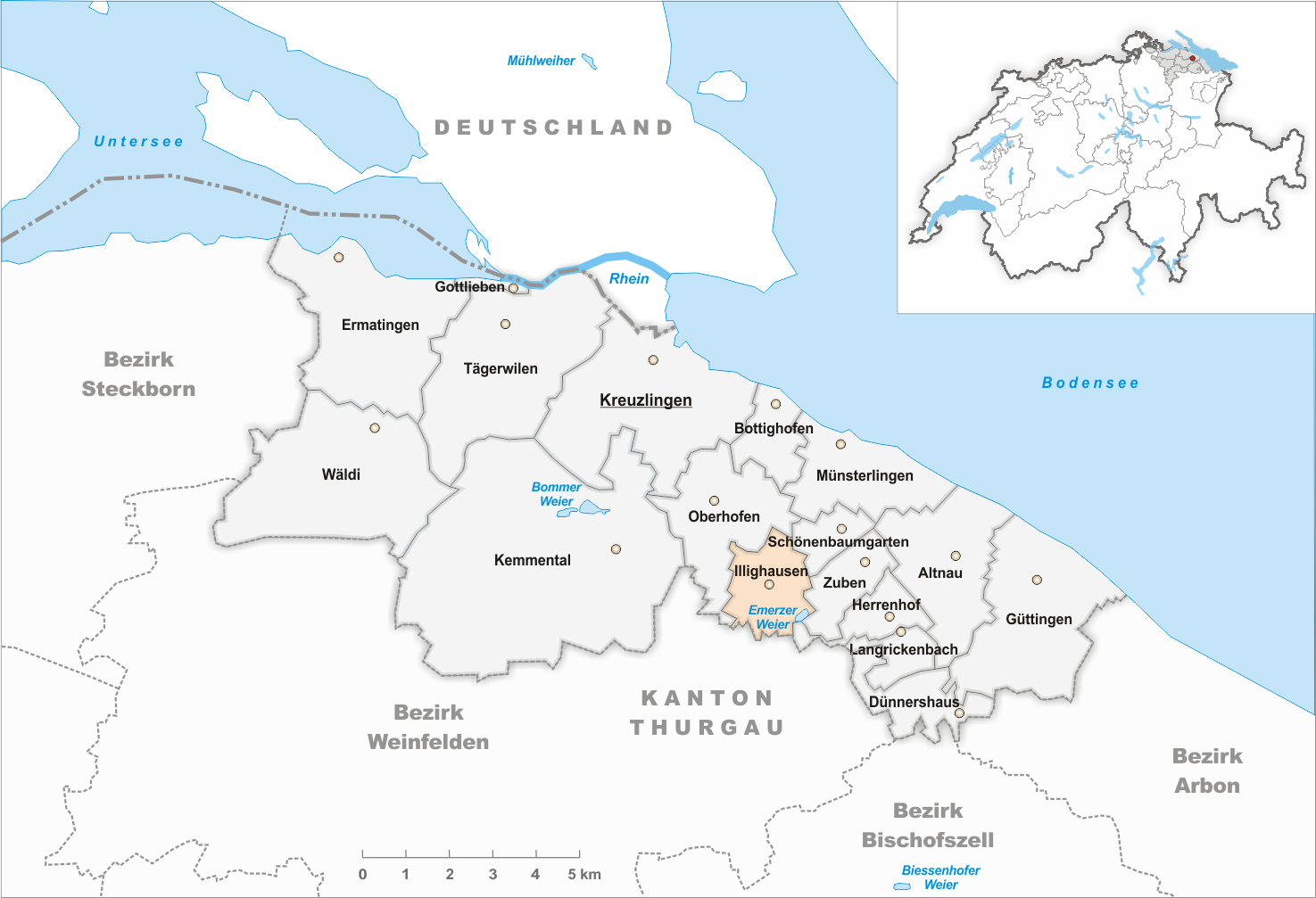
Gemeindestand vor der Fusion im Jahr 1998

Im 19. Jahrhundert wurde der Ackerbau von Vieh- und Milchwirtschaft abgelöst. 1864/65 erfolgte der Bau einer Käserei. Um 1900 brachte die Stickerei neue Verdienstmöglichkeiten. In dem abseits der Verkehrswege gelegenen Illighausen haben sich bis heute keine Industrien angesiedelt.

## Wappen
Blasonierung: In Weiss ein schreitender schwarzer Schwan mit rotem Schnabel und roten Füssen.
Der schwarze Schwan stammt aus dem ausgestorbenen Geschlecht der Illighauser in Konstanz.

## Bevölkerung
|                   | 1850  | 1900  | 1950  | 1990  | 2000  | 2010  | 2018  | 2023  |
| ----------------- | ----- | ----- | ----- | ----- | ----- | ----- | ----- | ----- |
| Munizipalgemeinde | 968   | 949   | 953   | 1240  |       |       |       |       |
| Ortsgemeinde      | 284   | 295   | 275   | 241   |       |       |       |       |
| Ortschaft         |       |       |       |       | 193   | 252   | 412   | 409   |
| Quelle            | [ 3 ] | [ 3 ] | [ 3 ] | [ 3 ] | [ 5 ] | [ 6 ] | [ 2 ] | [ 7 ] |

Von den insgesamt 409 Einwohnern der Ortschaft Illighausen am 31. Dezember 2023 waren 86 bzw. 21,0 % ausländische Staatsbürger. 146 (36,2 %) waren evangelisch-reformiert und 102 (24,9 %) römisch-katholisch.

## Bilder

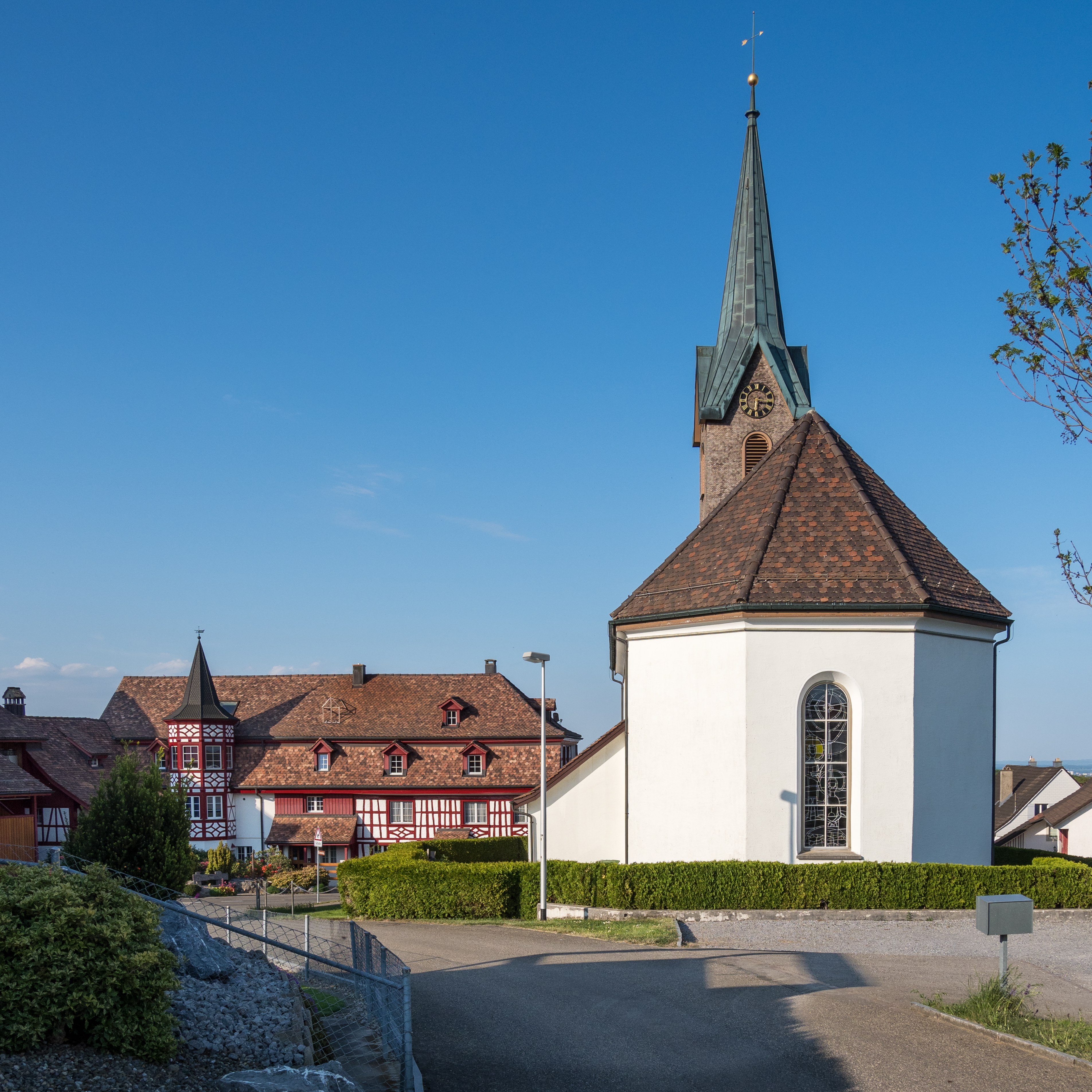
Evangelische Kirche
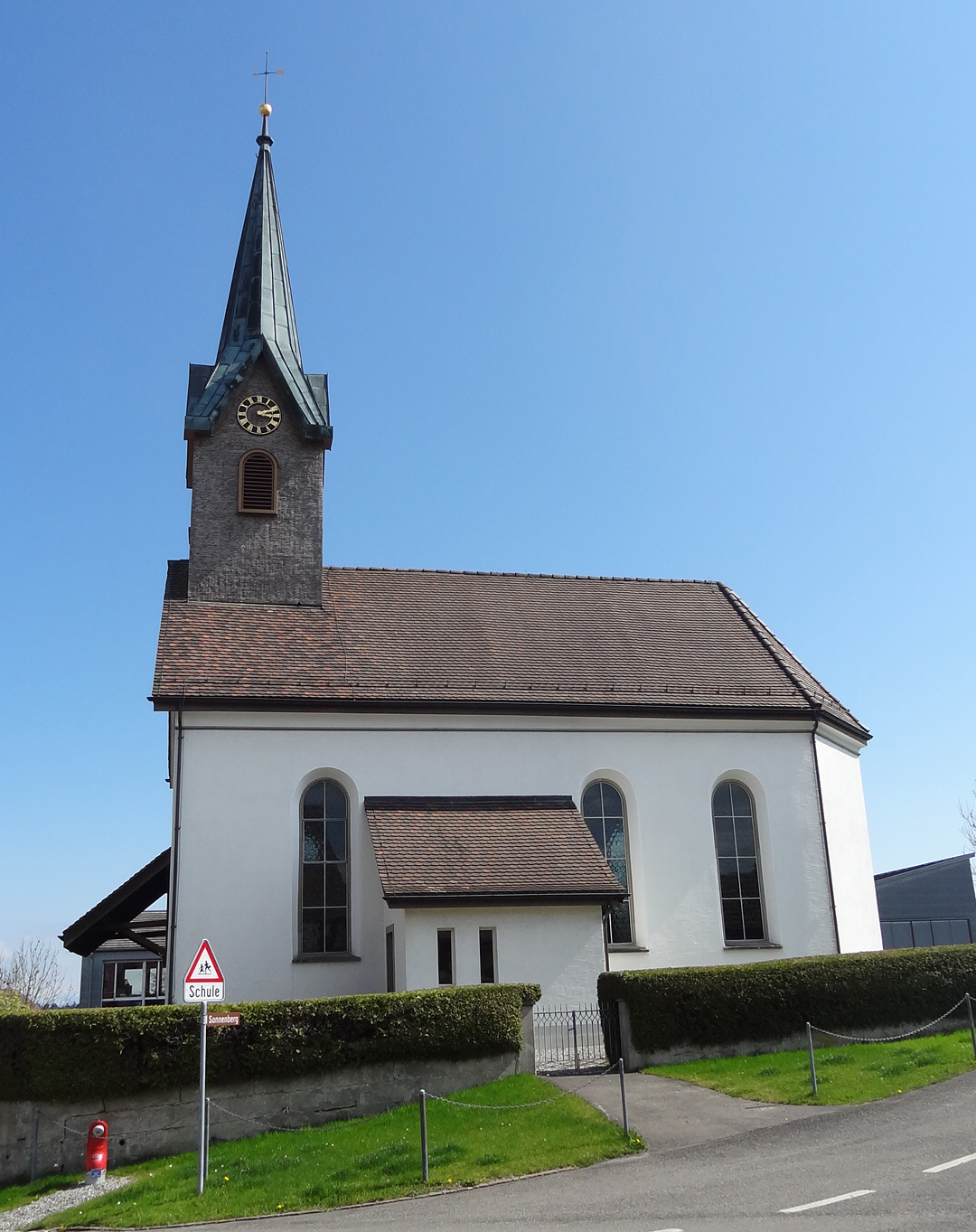
Kirche
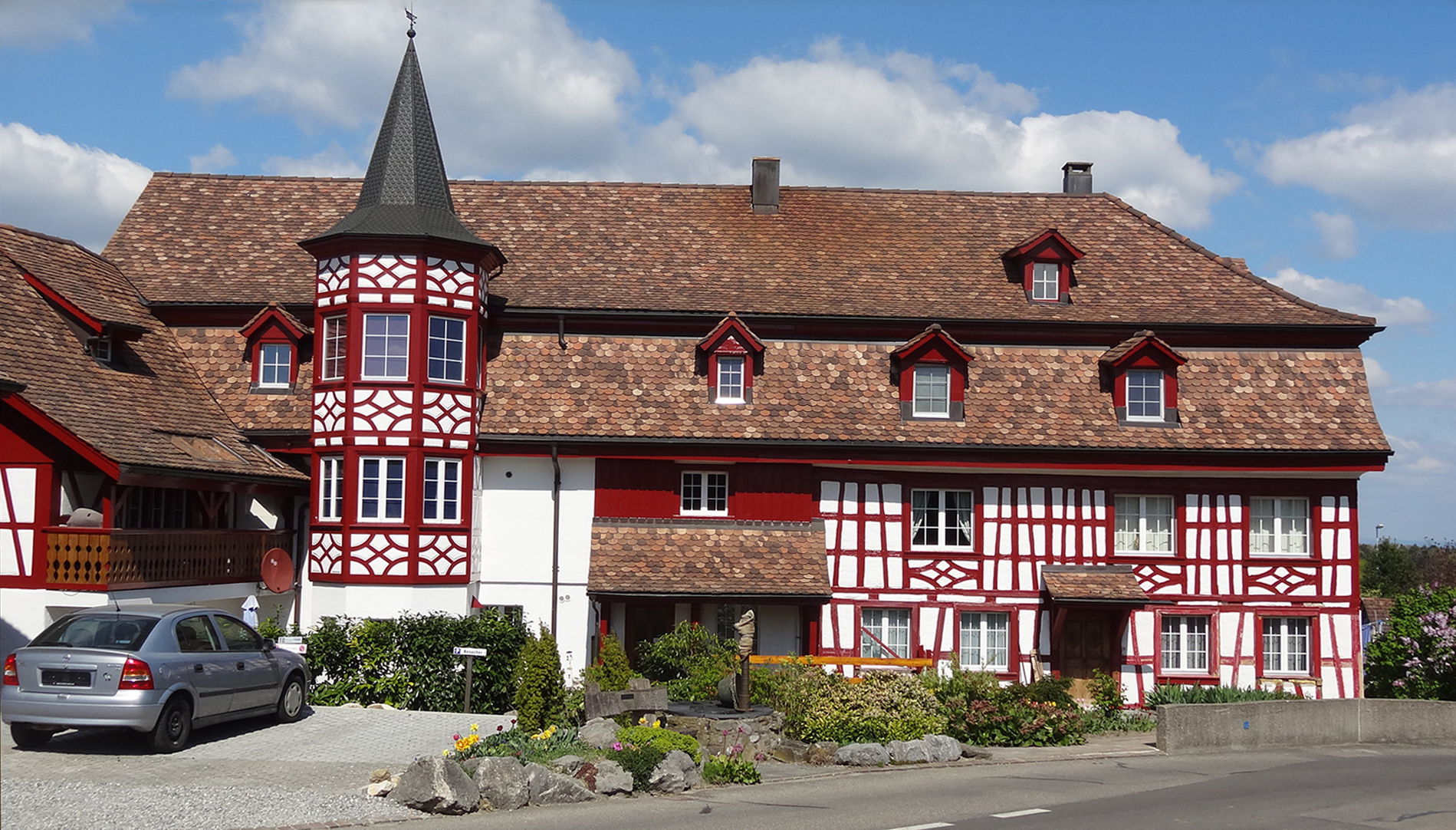
Riegelhaus
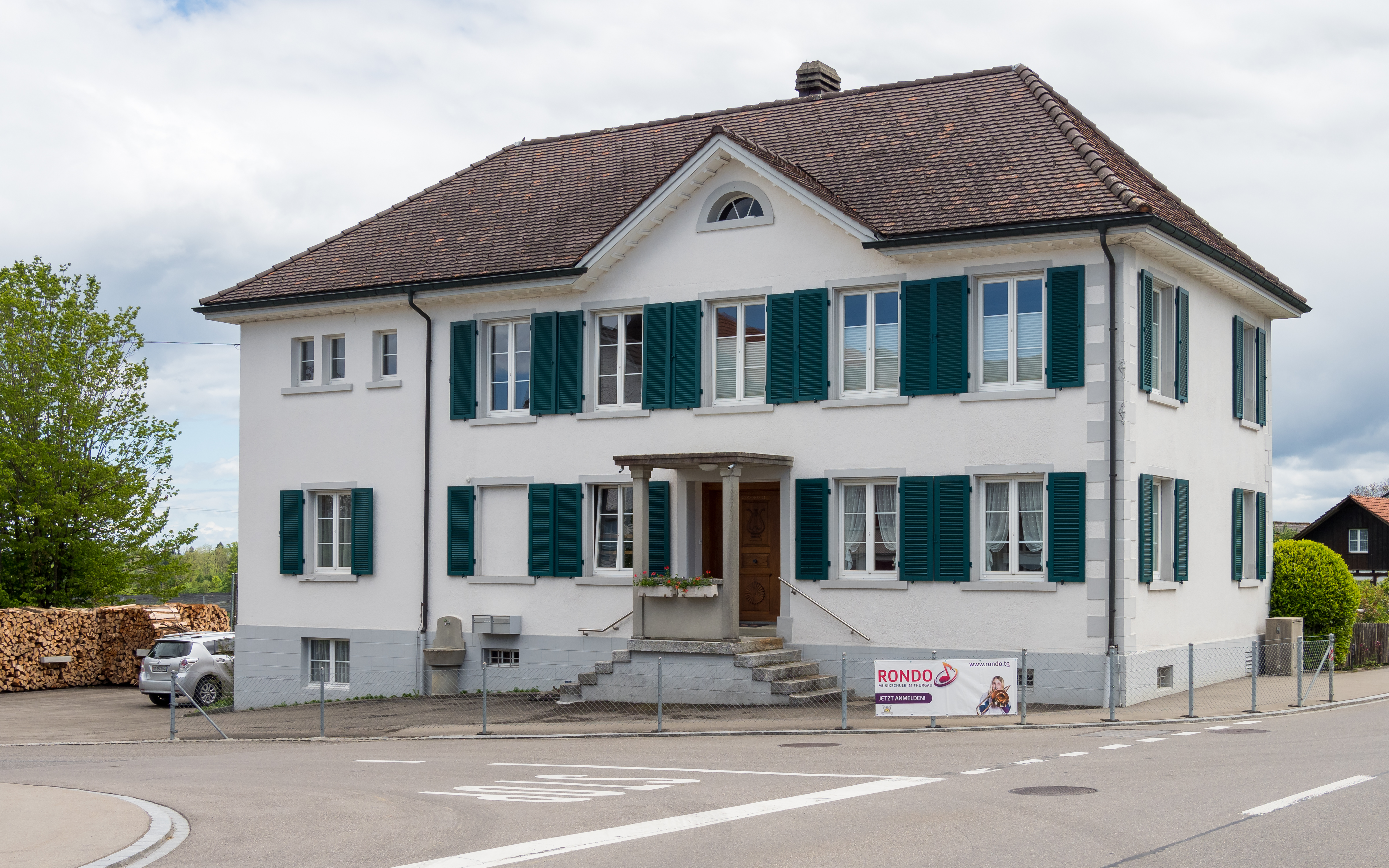
Ehemaliges Primarschulhaus Illighausen